# Алжирские женщины
Алжирские женщины (фр. Les Femmes d'Alger) — серия из 15 картин и рисунков испанского художника Пабло Пикассо. Её создание было вдохновлено полотном 1834 года французского живописца Эжена Делакруа Алжирские женщины в своих покоях (фр. Femmes d'Alger dans leur appartement). Серия является частью ряда работ Пикассо, посвящённых творчеству художников, которыми он восхищался.
Вся серия Алжирских женщин была приобретена Виктором и Салли Ганцами из Галереи Луизы Лерис в Париже за 212 500 долларов в июне 1956 года. 10 картин и рисунков из серии позднее были проданы Галерее Сайденберг, Ганцы сохранили за собой версии «C», «H», «K», «M» и «O».
Ныне картины и рисунки серии хранятся в различных музеях и частных коллекциях.

## История

Эжен Делакруа, Алжирские женщины в своих покоях, 1834. Холст, масло. 180 × 229 см. Лувр, Париж.

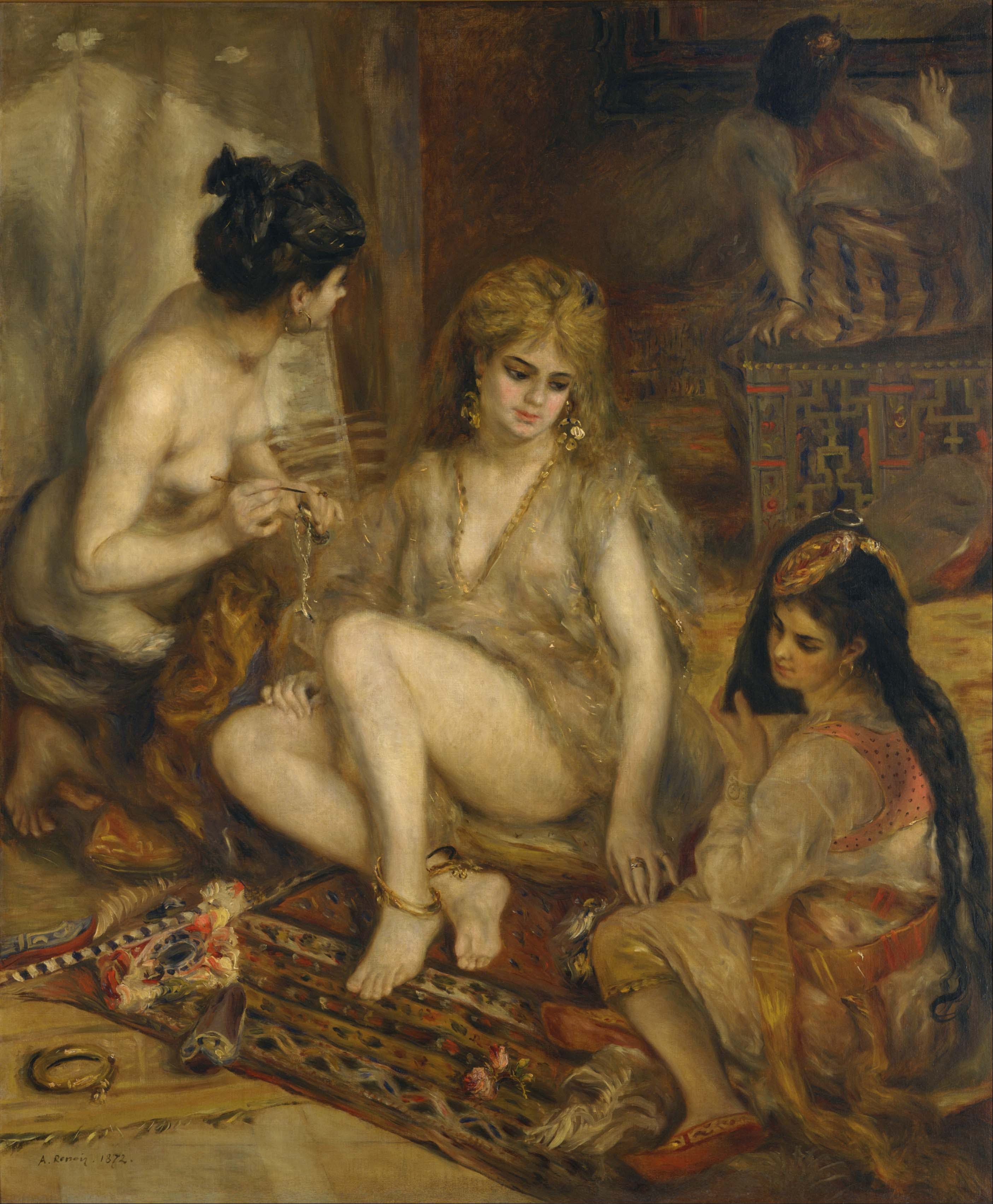
Пьер Огюст Ренуар, Парижанки в алжирских костюмах (Гарем), 1872. Холст, масло. 156 × 129 см. Национальный музей западного искусства, Токио. Также были вдохновлены полотном Делакруа.

В декабре 1954 года Пикассо начал создавать серию свободных вариаций на картину Делакруа Алжирские женщины в своих покоях. Пикассо принялся за первую версию из серии спустя 6 недель после смерти Анри Матисса, его друга и в то же время соперника в искусстве на протяжении долгого времени. Таким образом, «восточный» мотив этой серии имеет не менее тесные ассоциации с творчеством Матисса, чем с Делакруа. Матисс известен изображениями томных, чувственных женщин, одалисок (французское слово для обозначения женщин из гарема турецкого султана). Пикассо шутил по этому поводу: «Когда Матисс умер, он оставил своих одалисок мне в наследство». Жаклин Рок, тогдашняя возлюбленная Пикассо, очень часто изображалась им в образе одалиски в 1955—1956 годы. Кроме того, было замечено поразительное сходство профиля Жаклин с одной из сидящих мавританок на полотне Делакруа.
В 1955 году Пикассо приобретает в Каннах виллу Калифорния. Эту покупку Пикассо так объяснял своему биографу Пьеру Де: «Я так много думал об Алжирских женщинах, что купил Калифорнию».
Одним из первых, кто отметил возвращение Пикассо к прежним вершинам в его творчестве в «Алжирских женщинах», был британский искусствовед и коллекционер Дуглас Купер, посетивший в июле 1955 года виллу Калифорния. Он с восторгом писал об увиденном там Альфреду Барру в апреле 1956 года.

## Знаменитые версии

### «Версия C»
«Версия C» была продана в 1988 году, вскоре после смерти Виктора Ганца.

### «Версия H»
«Версия H» была написана 24 января 1955 года. Продана за $7,15 млн в ноябре 1997 года как часть коллекции Ганца на аукционе Christie’s в Нью-Йорке. Ныне она хранится в коллекции Джузеппе Нахмада, в Швейцарии.

### «Версия J»
«Версия J» была продана на аукционе Sotheby’s в Лондоне в 2006 году за $18,6 млн. Ныне принадлежит коллекции Хелли Нахмада.

### «Версия K»
«Версия K» была продана за $6,6 млн в ноябре 1997 года как часть коллекции Ганца на аукционе Christie’s в Нью-Йорке.

### «Версия L»
«Версия L» была приобретена берлинским Музеем Берггрюна в 2011 году за $11,4 млн.

### «Версия M»
«Версия M» была продана за $10 млн в ноябре 1997 года как часть коллекции Ганца на аукционе Christie’s в Нью-Йорке.

### «Версия N»
«Версия N» хранится в художественном музее Университета Вашингтона в Сент-Луисе, будучи приобретённой Фондом Стейнберга в 1960 года для университета.

### «Версия O»
«Версия O», последняя и самая знаменитая из картин серии, была написана в 1955 году.
Картина была продана за $31,9 млн в ноябре 1997 года как часть коллекции Ганца на аукционе Christie’s в Нью-Йорке. «Версия O» была куплена британским арт-дилером Либби Хоуи для саудовского коллекционера, жившего в Лондоне и пожелавшего остаться неизвестным.
Во второй раз «Версия O» была выставлена на аукционе Christie’s в Нью-Йорке в мае 2015 года. Предпродажная оценка картины составила $140 млн. При этом, Три наброска к портрету Люсьена Фрейда Фрэнсиса Бэкона, проданные в 2013 году и державшие рекордную для открытых аукционов цену в $142,4 млн, имела стартовую цену в $85 млн. Было очевидно, что «Алжирские женщины» превзойдут этот рекорд. В итоге картина была продана за $179,4 млн. Такую сумму за неё выложил бывший премьер-министр Катара Хамад бен Джасим бен Джабер Аль Тани.